# Ungureni (gmina w okręgu Bacău)
Ungureni – gmina w Rumunii, w okręgu Bacău. Obejmuje miejscowości Bărtășești, Bibirești, Bota, Botești, Gârla Anei, Ungureni, Viforeni i Zlătari. W 2011 roku liczyła 3509 mieszkańców.